# Joseph Keul

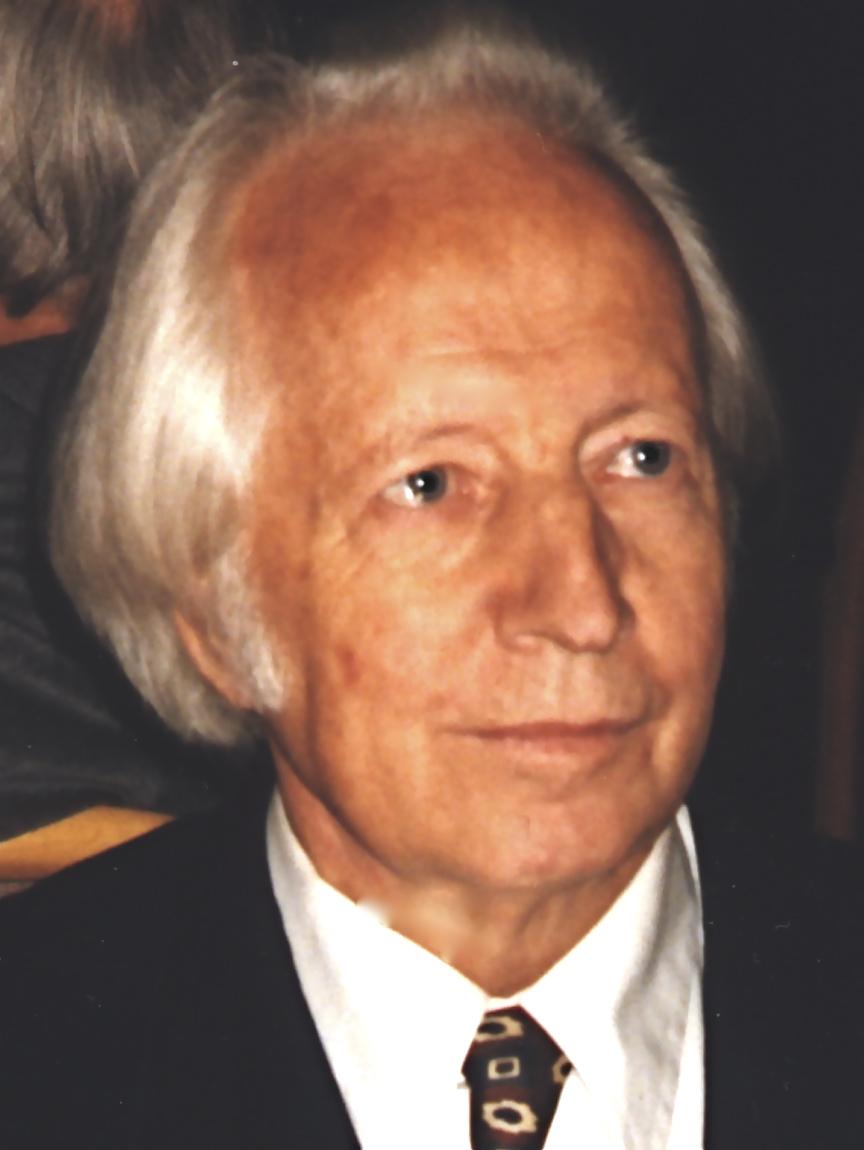
Joseph Keul (1999)

Joseph Wilhelm Keul (* 21. August 1932 in Euskirchen; † 22. Juli 2000 in Freiburg im Breisgau) war ein deutscher Arzt, Internist, Sportmediziner und Hochschullehrer.

## Biographie
Joseph Keul wurde als Sohn des Berufsberaters Bernhard Keul und dessen Frau Anna, geb. Dahlem, in Euskirchen im Rheinland geboren. Nach dem Abitur 1954 studierte Keul Medizin in Bonn und Freiburg. 1956 legte er in Freiburg seine Prüfungen zum Physikum ab. Die zwei ersten klinischen Semester absolvierte er in München und reichte 1958 in Freiburg seine von Herbert Reindell betreute Doktorarbeit zum Thema Herzvolumen, Pulsfrequenz, Sauerstoffaufnahme und Sauerstoffpuls als Grundlage einer klinischen Funktionsprobe des Herzens ein. 1959 erlangte er den Doktorgrad und legte im selben Jahr in Freiburg sein Staatsexamen ab. Seine Habilitation schloss Keul 1964 ab, der Titel seiner Schrift lautete „Stoffwechsel und Durchblutung des menschlichen Herzens“. Er wurde mit der Carl-Diem-Plakette des Deutschen Sportbundes ausgezeichnet.
Als aktiver Leichtathlet vertrat er die Vereine SC Euskirchen und Post-SV München. 1954 wurde er bei den Deutschen Jugendmeisterschaften über die 1500-Meter-Strecke Sechster. Seine Bestzeit über diese Strecke stellte er 1957 mit 3:51,8 auf.
Keul war ab 1973 Ordinarius für Innere Medizin und Sportmedizin der Albert-Ludwigs-Universität Freiburg. Seit 1960 war er betreuender Arzt der deutschen Olympiamannschaften, ab 1980 deren Chefarzt. Außerdem betreute er bis zu seinem Tod das deutsche Tennis-Davis-Cup-Team und war Mitglied im Nationalen Olympischen Komitee (NOK). 1962 wurde er von Willi Daume, mit dem ihn laut Giselher Spitzer „lange ein Vertrauensverhältnis“ verband, in den „Bundesausschuss Leistungssport“ berufen. Von 1973 bis 1992 war Keul Mitglied im Fachausschuss Medizin des Bundesinstituts für Sportwissenschaft (BISp) und ab 1979 gemeinsam mit Ommo Grupe als Vorsitzender oder Stellvertretender Vorsitzender im Fachbeirat „Angewandte Wissenschaften auf dem Gebiet des Sports“.
1998 wurde er zum Präsidenten des Deutschen Sportärztebundes gewählt, im Jahr 2000 zum Ehrenpräsidenten. Keul sah sich auch als Nachfolger von Herbert Reindell, der eine enge Verbindung vor allem zu den Mittel- und Langstreckenläufern hielt. 1973 hielt Keul die Joseph B. Wolffe-Memorial Lecture des American College of Sports Medicine. Wenige Wochen vor seinem Ableben erhielt Keul das Ehrendoktorat der Naturwissenschaften der Universität Wien. Joseph Keul starb an Krebs.

## Kritik
Keul war als Sportarzt immer wieder in der Kritik, da ihm vorgeworfen wurde, unerlaubte Dopingmanipulationen nicht nur erforscht, sondern auch gefördert zu haben. 1977 warf Werner Franke Keul vor, die Nebenwirkungen von Anabolika zu verharmlosen.
1991 zitierte Der Spiegel Keul zum Dopingmittel Erythropoietin (EPO), es sei „bei richtiger Anwendung ungefährlich“ und könne „das Höhentraining durchaus ersetzen“. Im selben Jahr ersuchten Manfred von Richthofen und Harm Beyer, die in einer Kommission des Deutschen Sportbundes die Dopingpraktiken des vereinten Deutschland aufzuklären hatten, NOK-Präsident Willi Daume ohne Erfolg, Keul wegen dessen offensichtlicher Verstrickung als Olympia-Arzt abzulösen.
1994 ging aus Berichten, die der Chef des DDR-Dopingprogramms Manfred Höppner als IM Technik dem Ministerium für Staatssicherheit übermittelt hatte, hervor, dass Keul ihm 1974 mitgeteilt habe, dass „in der BRD generell die Anwendung von Anabolen erfolgt“. Nicht nur habe Keul „im Prinzip nichts dagegen einzuwenden“, er sei außerdem „nicht geneigt“, auf die „Verabreichung von Anabolen zu verzichten“. Des Weiteren habe Keul in einer Ärztekommission der IAAF die Einführung von strengeren Doping-Richtlinien hintertrieben, eine Darstellung, die vom österreichischen Sportarzt Ludwig Prokop bestätigt wurde. In einem gemeinsam mit Herbert Reindell verfassten Brief an NOK-Präsident Willi Daume im November 1976 schrieben die beiden Sportmediziner,  dass das Verbot von Anabolika fragwürdig sei, da „bis heute Erkrankungen oder Schäden nicht bekannt sind“.
Der 1987 von der DDR in die BRD gewechselte Hartmut Riedel, der in der DDR unter anderem über Anabolika geforscht hatte, wurde später unter anderem dank eines Gutachtens von Keul Professor in Bayreuth.
Die anlässlich der Doping-Affäre Team Telekom eingerichtete Freiburger Dopingkommission kam in ihrem Abschlussbericht, in dem die Beteiligung von Ärzten des Universitätsklinikums Freiburg am organisierten Doping im Team Telekom untersucht wurde, zum Schluss, dass keine Beweise für eine aktive Beteiligung von Keul an den Dopingaktivitäten der Ärzte Schmid und Heinrich sowie Huber vorlägen. Keul habe diese jedoch durch seine Grundeinstellung und die fehlende Kontrolle der Abläufe in der von ihm geleiteten Abteilung begünstigt. Stets sei Keul zur Stelle gewesen, wenn „es galt, den Einsatz sowie die Wirkungen und Nebenwirkungen von Dopingmitteln zu bestreiten oder zu verharmlosen“. Seine Rolle im Dopingskandal des Universitätsklinikum Freiburg wurde 2009 ausführlich in deren Abschlussbericht dargestellt. Dabei kam u. a. heraus, das es auch bei der Verwendung von Drittmitteln zu nicht nachvollziehbaren und unzulässigen Zahlungen an andere Personen gekommen ist.
Im März 2017 wurde eine Studie des Mainzer Wissenschaftlers Andreas Singler veröffentlicht, die er gemeinsam mit Gerhard Treutlein vorgelegt hatte. Danach sei Keul der „am meisten dopingbelastete Sportmediziner in Westdeutschland“ gewesen. Er sei der „zentrale Garant“ der Doppel-Moral und der Vereinbarkeitsfiktion von „internationaler Wettbewerbsfähigkeit und vom manipulationsfreien Spitzensport als Normalfall“ gewesen. Zum Doping in der Bundesrepublik habe er „mit jahrzehntelangen Marginalisierungen, Verharmlosungen und Täuschungen über die wahren Verhältnisse“ beigetragen. Nur vereinzelt habe er allerdings selbst Sportler gedopt. Belegt sei der Fall eines Leichtathleten aus dem Jahre 1983, der wegen der Einnahme von Testosteron aufgefallen war und der sich unter Aufsicht Keuls und von Manfred Donike auf die Olympischen Spiele in Los Angeles vorbereitete, um den Abbau der Substanz zu beobachten. Fazit der Studie: „[Es] ist es ein Skandal von historisch fast einmaligem Ausmaß, dass der Sportler von höchster Stelle wissenschaftlich begleitet 1983 bei der WM in Helsinki und 1984 bei den Olympischen Spielen in Los Angeles mit beträchtlichem Erfolg teilnehmen konnte.“

## Veröffentlichungen
- mit Erich Doll und Dietrich Keppler: Muskelstoffwechsel. Die Energiebereitstellung im Skelettmuskel als Grundlage seiner Funktion. J. A. Barth, München 1969.
- Doping. Pharmakologische Leistungssteigerung und Sport. Deutscher Sportbund, Frankfurt 1970.
- als Hrsg.: Limiting factors of physical performance. International symposium at Gravenbruch 1971. Thieme, Stuttgart 1973, ISBN 3-13-495101-0.
- mit Wilfried Kindermann: Anaerobe Energiebereitstellung im Hochleistungssport. Die Bedeutung der metabolischen Azidose unter physiologischen und pathologischen Bedingungen. Hofmann, Schorndorf 1977, ISBN 3-7780-7591-8.
- mit Aloys Berg: Körperliche Aktivität bei Gesunden und Koronarkranken. Effekte einer Ausdauer-orientierten Bewegungstherapie auf Herz-Kreislauf- und Stoffwechselgrössen von Patienten mit koronarer Herzkrankheit. Witzstrock, Baden-Baden / Köln / New York 1980, ISBN 3-87921-149-3. (mit Aloys Berg & Manfred Lehmann: 2., überarbeitete u. erweiterte Auflage. Thieme, Stuttgart / New York 1986, ISBN 3-13-686302-X)
- mit Gerrit Simon, Hans-Hermann Dickhuth: Echokardiographie zur Funktionsbeurteilung des Herzens. Enke, Stuttgart 1981, ISBN 3-432-91941-7.
- mit Herbert Reindell (Hrsg.): Der sporttreibende Bürger – Gefährdung oder Gesundung? perimed-Fachbuch-Verlagsgesellschaft, Erlangen 1983, ISBN 3-88429-172-6.
- mit Hans-Hermann Dickhuth (Hrsg.): Herzinsuffizienz. Pathophysiologie, Klinik und Therapie. Internationales Symposium, Hinterzarten, 28.–30. April 1983. perimed-Fachbuch-Verlagsgesellschaft, Erlangen 1984, ISBN 3-88429-198-X.
- mit Josef Stippig und Aloys Berg: Bewegungstherapie bei koronarer Herzkrankheit. Aufbau und Gestaltung der Therapiestunde für koronare Übungs- und Trainingsgruppen. Thieme, Stuttgart / New York 1984, ISBN 3-13-653501-4.
- mit Dieter Böhmer: Vorsorgeuntersuchungen sporttreibender Bürger. Kohlhammer, Stuttgart u. a. 1986, ISBN 3-17-009729-6.
- mit Eckart Witzigmann: Die Olympiadiät. Mit genauen Anleitungen und über 170 Rezepten. Heyne, München 1988, ISBN 3-453-00548-1.
- mit Aloys Berg und Eberhard Ahlgrimm: Kalium und Sport. Braun, Karlsruhe 1994, ISBN 3-7650-1718-3.
- mit Michael Hamm: Die richtige Fitness-Ernährung. Das Programm für mehr Leistungsfähigkeit und Lebensfreude. Umschau/Braus, Heidelberg 1998, ISBN 3-8295-7102-X.
- mit Daniel König und Hermann Scharnagl: Geschichte der Sportmedizin. Freiburg und die Entwicklung in Deutschland. Haug, Heidelberg 1999, ISBN 3-8304-2027-7.